# Saint-Siffret
Saint-Siffret – miejscowość i gmina we Francji, w regionie Oksytania, w departamencie Gard. Nazwa miejscowości pochodzi od imienia św. Zygfryda.
Według danych na rok 1990 gminę zamieszkiwało 657 osób, a gęstość zaludnienia wynosiła 58 osób/km² (wśród 1545 gmin Langwedocji-Roussillon Saint-Siffret plasuje się na 442. miejscu pod względem liczby ludności, natomiast pod względem powierzchni na miejscu 684.).